# Jean-François Pescheux
Jean-François Pescheux (Nemours, 21 maart 1952) is een Franse gewezen beroepsrenner. Hij was actief van 1976 tot 1981, goed voor zes overwinningen.

## Ronde van Frankrijk
Tot en met 2003 was Pescheux directeur binnen Amaury Sport Organisation (ASO), verantwoordelijk voor het organiseren en uittekenen van de parcours in het wielrennen. Daarbij was hij het best gekend als wedstrijdleider en parcoursbouwer van de Ronde van Frankrijk. Hij werd opgevolgd door Thierry Gouvenou, de voorganger van Pescheux was Albert Bouvet.
Pescheux reed zelf drie maal de Tour: in 1978 (opgave), 1979 (73ste) en 1981 (88ste).

## Resultaten in voornaamste wedstrijden
| Jaar | Ronde van Italië | Ronde van Frankrijk | Ronde van Spanje |
| ---- | ---------------- | ------------------- | ---------------- |
| 1978 |                  | opgave              |                  |
| 1979 |                  | 73e                 |                  |
| 1981 |                  | 88e                 |                  |

| Jaar | Gent-Wevelgem | Amstel Gold Race |
| ---- | ------------- | ---------------- |
| 1978 |               |                  |
| 1979 | 65e           |                  |
| 1981 |               | 14e              |

1979
- 2e etappe Circuit Cycliste Sarthe St Calais
- Nice-Alassio

1980
- 4e etappe Quatre jours de Dunkerque